# Seydou Keita
Seydou Ahmed Keita (ur. 16 stycznia 1980 w Bamako) – malijski piłkarz, który występował na pomocnika. Posiada także obywatelstwo francuskie.
W swojej karierze występował min. dla takich klubów jak: FC Barcelona, RC Lens, Sevilla czy AS Roma.
W latach 2000−2015 reprezentant Mali. Brązowy medalista Pucharu Narodów Afryki w  2012 i 2013 roku. Uczestnik Pucharu Narodów Afryki w 2002, 2004, 2008, 2010, i 2015 roku.

## Kariera klubowa
Keita pochodzi z Bamako, stolicy Mali. Piłkarską karierę rozpoczął w tamtejszym klubie Centre Salif Keita, a w wieku 17 lat, czyli w 1997 roku wyemigrował do Francji i został zawodnikiem Olympique Marsylia. Przez pierwsze dwa sezony występował w rezerwach klubu, a w sezonie 1999/2000 w końcu został włączony do kadry pierwszego zespołu. 1 września 1999 zadebiutował w Ligue 1 meczem z Troyes AC (1:0), ale nie zdołał przebić się do składu OM i rozegrał dla niej tylko 6 spotkań. Latem 2000 Keita przeszedł do FC Lorient, w którym grał w pierwszym składzie i wywalczył awans z Ligue 2 do Ligue 1. W Lorient przez rok występował w pierwszej lidze, zdobył z nim Puchar Francji, ale spadł z ligi.
Po spadku Lorient, latem 2002 Keita przeszedł do RC Lens. Swój pierwszy mecz w barwach Racingu rozegrał 3 sierpnia, a jego klub zremisował 1:1 na wyjeździe z Bastią. W Lens szybko wywalczył miejsce w podstawowym składzie, a 10 sierpnia 2002 zdobył swojego pierwszego gola na boiskach Ligue 1 (Lens – FC Sochaux-Montbéliard 1:1). W tym samym sezonie zadebiutował w rozgrywkach Ligi Mistrzów, a następnie w Pucharze UEFA. Przez 2 kolejne lata zajmował z Lens 8. pozycję w lidze, a w 2005 roku zakończył sezon na 7. miejscu. W 2006 roku dzięki 4. miejscu zakwalifikował się do Pucharu UEFA z Lens, a w 2007 roku zajął 5. lokatę i z Lens wystąpi w Pucharze Intertoto. W tym ostatnim sezonie błysnął wysoką skutecznością jak na defensywnego pomocnika i zdobył aż 11 bramek w lidze, co jest jego najlepszym dotychczas dorobkiem w karierze. Latem 2007 Keita za 5 milionów euro przeszedł do trzeciej drużyny Primera División, Sevilla FC.
Po jednym sezonie gry dla Sevilli podpisał 4-letni kontrakt z FC Barceloną z klauzulą odejścia wynoszącą 90 milionów euro. W barwach hiszpańskiego klubu zadebiutował 13 września 2008 roku w meczu Ligi Mistrzów z Wisłą Kraków (4:0). W lipcu 2012 zdecydował się odejść z klubu, korzystając przy tym z zapisu w umowie umożliwiającego to w razie nierozegrania w sezonie co najmniej połowy spotkań drużyny. Keita przeniósł się do chińskiego klubu Dalian A’erbin, z którym podpisał 2,5 letni kontrakt na mocy którego zarabiał 14 milionów euro rocznie. Po roku powrócił jednak do Primera División, tym razem reprezentując barwy Valencii.
1 lipca 2017 roku zakończył piłkarską karierę.
| Sezon   | Klub               | Kraj      | Rozgrywki    | Mecze | Bramki | Rozgrywki Europy                    | Mecze | Bramki |
| ------- | ------------------ | --------- | ------------ | ----- | ------ | ----------------------------------- | ----- | ------ |
| 1999/00 | Olympique Marsylia | Francja   | Ligue 1      | 6     | 0      | Liga Mistrzów UEFA                  | 3     | 0      |
| 2000/01 | FC Lorient         | Francja   | Ligue 2      | 37    | 1      | -                                   | -     | -      |
| 2001/02 | FC Lorient         | Francja   | Ligue 1      | 21    | 0      | -                                   | -     | -      |
| 2002/03 | RC Lens            | Francja   | Ligue 1      | 28    | 2      | Liga Mistrzów UEFA Liga Europy UEFA | 5 2   | 0 0    |
| 2003/04 | RC Lens            | Francja   | Ligue 1      | 22    | 0      | Liga Europy UEFA                    | 6     | 0      |
| 2004/05 | RC Lens            | Francja   | Ligue 1      | 34    | 3      | -                                   | -     | -      |
| 2005/06 | RC Lens            | Francja   | Ligue 1      | 35    | 3      | Liga Europy UEFA                    | 6     | 0      |
| 2006/07 | RC Lens            | Francja   | Ligue 1      | 37    | 11     | Liga Europy UEFA                    | 10    | 0      |
| 2007/08 | Sevilla FC         | Hiszpania | Liga BBVA    | 31    | 4      | Liga Mistrzów UEFA                  | 10    | 3      |
| 2008/09 | FC Barcelona       | Hiszpania | Liga BBVA    | 29    | 4      | Liga Mistrzów UEFA                  | 12    | 2      |
| 2009/10 | FC Barcelona       | Hiszpania | Liga BBVA    | 29    | 6      | Liga Mistrzów UEFA                  | 12    | 0      |
| 2010/11 | FC Barcelona       | Hiszpania | Liga BBVA    | 35    | 3      | Liga Mistrzów UEFA                  | 10    | 1      |
| 2011/12 | FC Barcelona       | Hiszpania | Liga BBVA    | 26    | 3      | Liga Mistrzów UEFA                  | 11    | 1      |
| 2012    | Dalian A’erbin     | Chiny     | Super League | 12    | 4      | -                                   | -     | -      |
| 2013    | Dalian A’erbin     | Chiny     | Super League | 25    | 6      | -                                   | -     | -      |
| 2013/14 | Valencia CF        | Hiszpania | Liga BBVA    | 11    | 1      | Liga Europy UEFA                    | 7     | 0      |
| 2014/15 | AS Roma            | Włochy    | Serie A      | 26    | 2      | Liga Mistrzów UEFA Liga Europy UEFA | 5 4   | 0 1    |
| 2015/16 | AS Roma            | Włochy    | Serie A      | 20    | 1      | Liga Mistrzów UEFA                  | 3     | 0      |
| 2016/17 | El Jaish SC        | Katar     | Q-League     | 16    | 6      | -                                   | -     | -      |

## Kariera reprezentacyjna
W 1999 roku Keita wystąpił z młodzieżową reprezentacją Mali na Młodzieżowych Mistrzostwach Świata i zajął na nich 3. miejsce. W tym samym roku zadebiutował w pierwszej reprezentacji i w kolejnych latach stał się jej jednym z podstawowych zawodników. Z kadrą wystąpił w 2004 roku w Pucharze Narodów Afryki i zajął na tym turnieju 4. miejsce.

## Osiągnięcia

### FC Barcelona
- Puchar Króla 2011/12
- Klubowe Mistrzostwa Świata 2011/12
- Superpuchar Europy 2011/12
- Superpuchar Hiszpanii 2011/12
- Primera División 2010/11
- Superpuchar Hiszpanii 2010/11
- Primera División 2009/10
- Klubowe Mistrzostwa Świata 2009/10
- Superpuchar Europy 2009/10
- Superpuchar Hiszpanii 2009/10
- Liga Mistrzów 2008/09, 2010/2011
- Primera División 2008/09
- Puchar Króla 2008/09

### FC Lorient
- Puchar Francji 2001/02

### Reprezentacja Mali w piłce nożnej
- Mistrzostwa świata U-20 w piłce nożnej 3. miejsce 1999
- Puchar Narodów Afryki 2012 3. miejsce 2012

### Osiągnięcia indywidualne
- Zdobywca Złotej Piłki Mistrzostw Świata U-20 1999

## Życie prywatne
Ma dziesięcioro rodzeństwa. Jest rodowitym kuzynem innego malijskiego piłkarza Mohameda Sissoko. Żonaty z Zoubidą Johnson, z którą ma syna i córkę. Jest praktykującym muzułmaninem.